# Svart vårskål
Svart vårskål (Pseudoplectania nigrella) är en svampart som först beskrevs av Christiaan Hendrik Persoon, och fick sitt nu gällande namn av Karl Wilhelm Gottlieb Leopold Fuckel 1870. Svart vårskål ingår i släktet Pseudoplectania och familjen Sarcosomataceae.  Arten är reproducerande i Sverige. Inga underarter finns listade i Catalogue of Life.

## Läkemedel under utveckling
Forskning  i början av 2000-talet har påvisat att arten producerar en särskild variant av antibiotikum, uppbyggd på ett annat sätt än de traditionella typerna. Ämnet heter plectasin och har visat sig lovande i behandlingen av flera antibiotikaresistenta bakterier.

## Bildgalleri

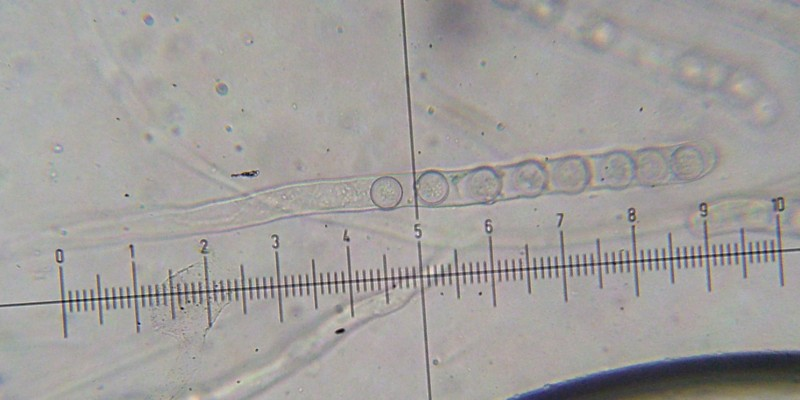
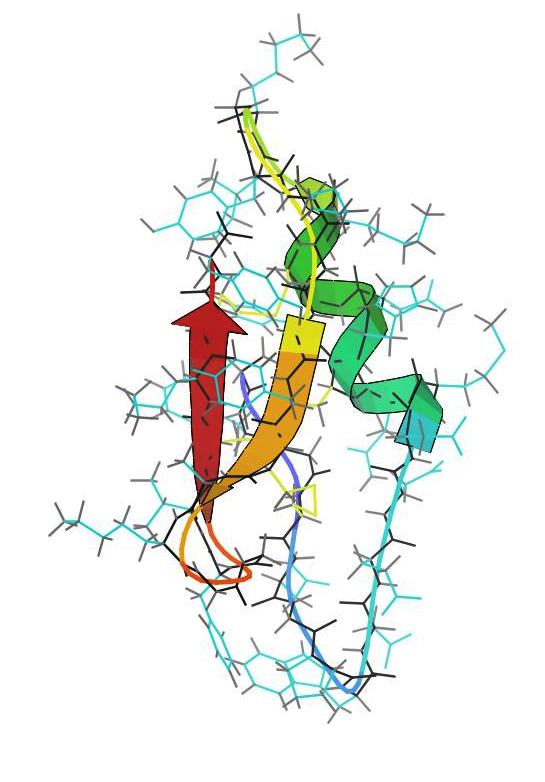